# Дворец водных видов спорта (Баку)
Дворец водных видов спорта (азерб. Su İdmanı Sarayı) расположен в новой части Бакинского бульвара и имеет общую площадь 72 000 квадратных метров.

## История строительства

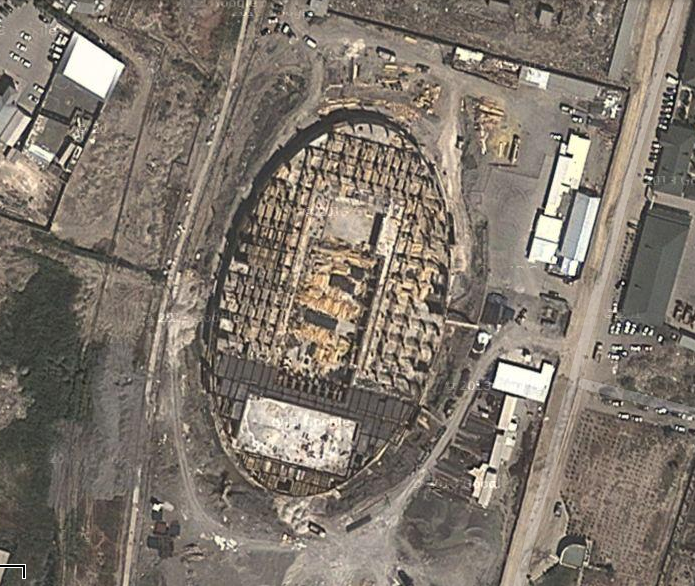
Дворец водных видов спорта во время строительства на снимке со спутника

30 августа 2012 года принято распоряжение о строительстве в городе Баку Дворца водного спорта.
Работы по проектировке дворца были завершены Рафаэлем Аскеровым 
19 апреля 2013 года состоялась церемония закладки фундамента Дворца водных видов спорта.
20 апреля 2015 года состоялось открытие Дворца водных видов спорта. В открытии приняли участие президент Азербайджанской Республики Ильхам Алиев и его супруга, председатель Организационного комитета первых Европейских игр «Баку-2015» Мехрибан Алиева.

## Характеристики

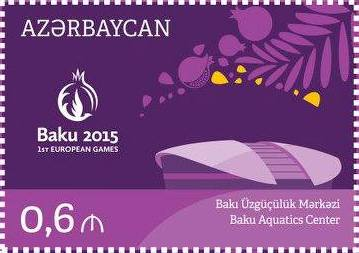
Марки Азербайджана, 2014

Во дворце водных видов спорта имеются три плавательных бассейна. Длина главного бассейна составляет 50 м., ширина - 25 м., глубина 2,5 м. Этот бассейн предусмотрен для соревнований по различным водным видам спорта местного и международного уровня.
Длина находящегося в основном зале бассейна для прыжков в воду с высоты составляет 25 м., ширина - 20 м. Имеется пятиступенчатая платформа для прыжков в воду с высоты 1, 3, 5, 7½ и 10 метров. 
Во дворце функционируют фитнес-залы, ресторан, конференц-залы, офисы, раздевалки, служебные и подсобные помещения. 
На территории Дворца строятся вспомогательные здания и установки, наземная стоянка на 500 автомобилей. 
Вместимость зала — 6 тысяч зрителей.
Дворец полностью отвечает требованиям Международной Федерации Плавания. 

## Соревнования
В июне 2015 года во дворце прошли соревнования по плаванию, синхронному плаванию и прыжкам в воду в рамках I Европейских игр.